# Lac Feuquières
Lac Feuquières är en sjö i Kanada.   Den ligger i regionen Nord-du-Québec och provinsen Québec, i den östra delen av landet, 400 km norr om huvudstaden Ottawa. Lac Feuquières ligger 400 meter över havet. Arean är 20,8 kvadratkilometer. Den sträcker sig 11,2 kilometer i nord-sydlig riktning, och 6,5 kilometer i öst-västlig riktning.
Trakten runt Lac Feuquières är nära nog obefolkad, med mindre än två invånare per kvadratkilometer.